# 国際連合安全保障理事会決議442
国際連合安全保障理事会決議442（こくさいれんごうあんぜんほしょうりじかいけつぎ442 英: United Nations Security Council Resolution 442）は、1978年12月6日に国際連合安全保障理事会で採択された決議である。国際安全保障理事会はドミニカ国からの国際連合への加盟申請を受けて議論を行い、国際連合総会にドミニカ国の国際連合への加盟を承認するように勧告を行った。